# Doddabidare, Chiknayakanhalli
Doddabidare là một làng thuộc tehsil Chiknayakanhalli, huyện Tumkur, bang Karnataka, Ấn Độ.